# Terrorangrebet ved Saint-Quentin-Fallavier
Terrorangrebet ved Saint-Quentin-Fallavier fandt sted om morgenen den 26. juni 2015, omkring klokken 10:00 lokal tid. En muslimsk leveringschauffør fik adgang til Air Products fabrik i Saint-Quentin-Fallavier nær byen Lyon i en varevogn, med sin chef ved siden af ham. Han halshuggede sin chef i sin vogn og fastgjorde hovedet til et hegn sammen med to jihad-bannere ved siden af. Det afhuggede hoved havde indskrevet arabisk skrift på tværs, mens kroppen senere blev fundet på jorden 9 meter væk. Chaufføren gik derefter tilbage i sin vogn og forsøgte at sprænge bygningen i luften ved stampeblanding af flere forskellige gasflasker, der forårsager eksplosioner. Yderligere to blev skadet.
Tre andre islamistiske angreb fandt sted den samme dag i Tunesien, Kuwait og Somalia. 
Nyhedskanalen France24 oplyste, at tre personer, blandt dem den formodede gerningsmand er arresterede og under afhøring.

## Reaktioner
Frankrigs præsident, François Hollande, efterlod et EU-topmøde i Bruxelles for at vende tilbage til Frankrig. Hollande sagde, at "Angrebet bærer kendetegnende for et terrorangreb." Den franske indenrigsministre, Bernard Cazeneuve, rejste angiveligt også hen til gerningsstedet. Han lavede en erklæring ved 12:45 lokal tid (UTC +2).

## See også
- Angrebet i Sousse 2015
- Moskebombningen i Kuwait 2015
- Angrebet i Leego 2015
- Attentatet mod Charlie Hebdo 2015